# Druha Liha 2018-2019
La Druha Liha 2018-2019 è stata la 28ª edizione della terza serie del campionato ucraino di calcio. La stagione è iniziata il 21 luglio 2018 ed è terminata il 25 maggio 2019.

## Stagione

### Novità
Al termine della stagione 2017-2018 sono retrocesse dalla Perša Liha 2017-2018 Kremin' Kremenčuk, Čerkas'kyj Dnipro e Žemčužyna Odessa. Quest'ultima si è ritirata a campionato in corso, cessando di fatto di esistere.
 Sono salite, invece, in Perša Liha 2018-2019 Ahrobiznes Voločys'k, Metalist 1925, Dnipro-1 e Prykarpattja.
Il L'viv si è fuso con il Veres Rivne, militante in Premj"er-liha, mantenendo la propria denominazione. Una nuova società, denominata Veres Rivne, ha preso il posto del L'viv in Druha Liha.
Lo Skala Stryj, l'Arsenal Bila Cerkva, l'Inhulec'-2, il Sudnobudivnyk Mykolaïv e il Metalurh Zaporižžja, si sono ritirate al termine della scorsa stagione.
Dal Campiomnato Amatoriale sono state ammesse: Mynaj, Čajka Petropav. Borščahiv., Kaluš, Hirnyk Kryvyj Rih, Krystal Cherson e l'MFC Metalurh Zaporižžja. Quest'ultimo riprende la tradizione calcistica dello storico Metalurh Zaporizzja, scioltosi al termine della passata stagione.
Il Čerkas'kyj Dnipro ha cambiato denominazione in Čerkaščyna.

### Formula
Le 20 squadre sono suddivise in due gironi da dieci squadre ciascuno. Le prime  classificate di ciascun girone, saranno promosse in Perša Liha. Le due seconde classificate, disputeranno lo spareggio promozione-retrocessione contro la terzultima e la quartultima classificata della Perša Liha 2018-2019.
Le ultime classificate di ciascun girone, retrocedono nelle divisioni regionali.

## Classifiche

### Girone A
|  | Pos. | Squadra                    | Pt | G  | V  | N | P  | GF | GS | DR  |
|  | ---- | -------------------------- | -- | -- | -- | - | -- | -- | -- | --- |
|  | 1.   | Mynaj                      | 49 | 27 | 15 | 4 | 8  | 41 | 26 | +15 |
|  | 2.   | Čerkaščyna                 | 48 | 27 | 14 | 6 | 7  | 43 | 23 | +20 |
|  | 3.   | Polіssja Žytomyr           | 45 | 27 | 13 | 6 | 8  | 23 | 21 | +2  |
|  | 4.   | Nyva Vinnycja              | 42 | 27 | 11 | 9 | 7  | 29 | 23 | +6  |
|  | 5.   | Veres Rivne                | 41 | 27 | 12 | 5 | 10 | 24 | 22 | +2  |
|  | 6.   | Nyva Ternopil'             | 36 | 27 | 10 | 6 | 11 | 28 | 29 | -1  |
|  | 7.   | Kaluš                      | 36 | 27 | 10 | 6 | 11 | 30 | 33 | -3  |
|  | 8.   | Čajka Petropav. Borščahiv. | 31 | 27 | 8  | 7 | 12 | 25 | 28 | -3  |
|  | 9.   | Podillja                   | 25 | 27 | 6  | 7 | 14 | 20 | 34 | -14 |
|  | 10.  | Bukovyna Černivci          | 21 | 27 | 5  | 6 | 16 | 19 | 43 | -24 |

Legenda:
      Promosso in Perša liha 2019-2020.
  Ammessa allo spareggio promozione-retrocessione.
      Retrocessa nel Campionato Amatoriale 2019-2020.
Note:
Tre punti a vittoria, uno a pareggio, zero a sconfitta.
In caso di arrivo di due o più squadre a pari punti, la graduatoria verrà stilata secondo la classifica avulsa tra le squadre interessate.

### Girone B
|  | Pos. | Squadra                | Pt | G  | V  | N  | P  | GF  | GS | DR  |
|  | ---- | ---------------------- | -- | -- | -- | -- | -- | --- | -- | --- |
|  | 1.   | Kremin' Kremenčuk      | 61 | 27 | 18 | 7  | 2  | 48  | 17 | +31 |
|  | 2.   | Metalurh Zaporižžja    | 56 | 27 | 18 | 2  | 7  | 54  | 24 | +30 |
|  | 3.   | Hirnyk Kryvyj Rih      | 51 | 27 | 15 | 6  | 6  | 53  | 33 | +20 |
|  | 4.   | Krystal Cherson        | 47 | 27 | 15 | 2  | 10 | 43  | 29 | +14 |
|  | 5.   | Myr Hornostajivka      | 45 | 27 | 14 | 3  | 10 | 41  | 30 | +11 |
|  | 6.   | Enerhija Nova Kachovka | 31 | 27 | 8  | 7  | 12 | 26  | 31 | -5  |
|  | 7.   | Tavrija                | 30 | 27 | 6  | 12 | 9  | 30  | 35 | -5  |
|  | 8.   | Real Farma Odessa      | 23 | 27 | 5  | 8  | 14 | 23  | 50 | -27 |
|  | 9.   | Mykolaïv-2             | 20 | 27 | 5  | 5  | 17 | 222 | 52 | -30 |
|  | 10.  | Nikopol'               | 13 | 27 | 3  | 4  | 20 | 15  | 54 | -39 |

Legenda:
      Promosso in Perša liha 2019-2020.
  Ammessa allo spareggio promozione-retrocessione.
      Retrocessa nel Campionato Amatoriale 2019-2020.
Note:
Tre punti a vittoria, uno a pareggio, zero a sconfitta.
In caso di arrivo di due o più squadre a pari punti, la graduatoria verrà stilata secondo la classifica avulsa tra le squadre interessate.

## Incontro per il campionato
Al match per decretare la vincitrice assoluta del campionato prendono parte le due formazioni arrivate prime nel proprio girone.
|       | Risultati |                   | Luogo e data                  |
| ----- | --------- | ----------------- | ----------------------------- |
| Mynaj | 0 - 1     | Kremin' Kremenčuk | Kropyvnyc'kyj, 1º giugno 2019 |

## Spareggio promozione-retrocessione
|                      | Risultati |                      | Luogo e data               |
| -------------------- | --------- | -------------------- | -------------------------- |
| Metalurh Zaporižžja  | 0 - 4     | Ahrobiznes Voločys'k | Zaporižžja, 29 maggio 2019 |
| Ahrobiznes Voločys'k | 0 - 1     | Metalurh Zaporižžja  | Voločys'k, 2 giugno 2019   |
|                      |           |                      |                            |
| Sumy                 | 0 - 4     | Čerkaščyna           | Sumy, 29 maggio 2019       |
| Čerkaščyna           | 3 - 1     | Sumy                 | Bilozir″ja, 2 giugno 2019  |
|                      |           |                      |                            |